# Tizio

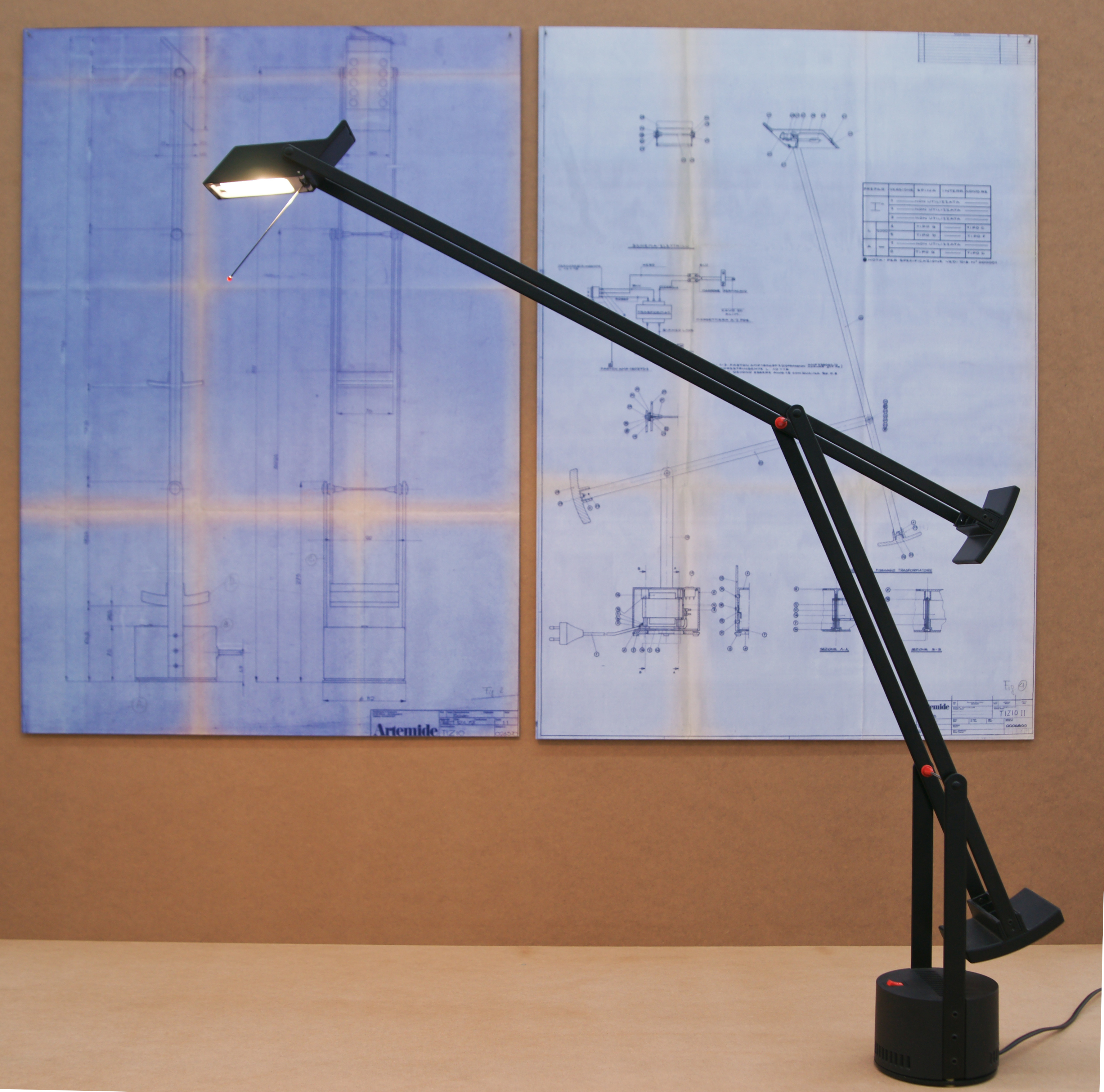
Lámpara Tizio

La lámpara Tizio es un diseño industrial creado por Richard Sapper. Su primera versión es de 1971. En la actualidad la fábrica la empresa Artemide.
En el momento de su creación, su funcionamiento fue revolucionario: el pie de la lámpara alberga el transformador y la corriente sube por el tallo y los brazos del mecanismo hasta la bombilla halógena.
Tizio está considerada un clásico del diseño contemporáneo, y figura en numerosos museos, entre ellos el MoMA.